# Ђинестра Фјорентина (Фиренца)
Ђинестра Фјорентина је насеље у Италији у округу Фиренца, региону Тоскана.
Према процени из 2011. у насељу је живело 1489 становника. Насеље се налази на надморској висини од 72 м.